# Александар Долгополов
Александар Долгополов (укр. Олександр Олександрович Долгополов, Кијев, Украјина, 7. новембар 1988), раније познат под именом Александар Долгополов Јуниор, бивши је украјински тенисер, који је професионалну каријеру започео 2006. године. Име је променио у тренутни облик у мају 2010. У каријери је освојио три турнира у појединачној конкуренцији. Почетком маја 2021. године је објављено да завршава професионалну тениску каријеру, последњи меч је одиграо 2018. године.

## Финала АТП мастерс 1000 серије

### Парови: 1 (1:0)
| Исход    | Бр. | Година | Турнир       | Подлога | Партнер      | Противници                       | Резултат              |
| -------- | --- | ------ | ------------ | ------- | ------------ | -------------------------------- | --------------------- |
| Победник | 1.  | 2011.  | Индијан Велс | Тврда   | Гзавје Малис | Роџер Федерер Станислас Вавринка | 6:4, 6:7(5:7), [10:7] |

## АТП финала

### Појединачно: 9 (3:6)
| Легенда                        |
| ------------------------------ |
| Гренд слем турнири (0:0)       |
| Завршно првенство сезоне (0:0) |
| АТП мастерс 1000 (0:0)         |
| АТП 500 (1:2)                  |
| АТП 250 (2:4)                  |

| Финала по подлози |
| ----------------- |
| Тврда (1:3)       |
| Шљака (2:3)       |
| Трава (0:0)       |

| Финала по локацији |
| ------------------ |
| Отворено (3:5)     |
| Дворана (0:1)      |

| Исход     | Бр. | Датум             | Турнир                  | Подлога   | Противник       | Резултат           |
| --------- | --- | ----------------- | ----------------------- | --------- | --------------- | ------------------ |
| Финалиста | 1.  | 13. фебруар 2011. | Сао Пауло, Бразил       | Шљака     | Николас Алмагро | 3:6, 6:7(3:7)      |
| Победник  | 1.  | 31. јул 2011.     | Умаг, Хрватска          | Шљака     | Марин Чилић     | 6:4, 3:6, 6:3      |
| Финалиста | 2.  | 8. јануар 2012.   | Бризбејн, Аустралија    | Тврда     | Енди Мари       | 1:6, 3:6           |
| Победник  | 2.  | 5. август 2012.   | Вашингтон, САД          | Тврда     | Томи Хас        | 6:7(7:9), 6:4, 6:1 |
| Финалиста | 3.  | 28. октобар 2012. | Валенсија, Шпанија      | Тврда (д) | Давид Ферер     | 1:6, 6:3, 4:6      |
| Финалиста | 4.  | 23. фебруар 2014. | Рио, Бразил             | Шљака     | Рафаел Надал    | 3:6, 6:7(3:7)      |
| Победник  | 3.  | 19. фебруар 2017. | Буенос Ајрес, Аргентина | Шљака     | Кеј Нишикори    | 7:6(7:4), 6:4      |
| Финалиста | 5.  | 23. јул 2017.     | Бостад, Шведска         | Шљака     | Давид Ферер     | 4:6, 4:6           |
| Финалиста | 6.  | 1. октобар 2017.  | Шенџен, Кина            | Тврда     | Давид Гофен     | 4:6, 7:6(7:5), 3:6 |

### Парови: 2 (1:1)
| Легенда                        |
| ------------------------------ |
| Гренд слем турнири (0:0)       |
| Завршно првенство сезоне (0:0) |
| АТП мастерс 1000 (1:0)         |
| АТП 500 (0:0)                  |
| АТП 250 (0:1)                  |

| Финала по подлози |
| ----------------- |
| Тврда (1:1)       |
| Шљака (0:0)       |
| Трава (0:0)       |

| Финала по локацији |
| ------------------ |
| Отворено (1:1)     |
| Дворана (0:0)      |

| Исход     | Бр. | Датум            | Турнир               | Подлога | Партнер      | Противници                       | Резултат              |
| --------- | --- | ---------------- | -------------------- | ------- | ------------ | -------------------------------- | --------------------- |
| Победник  | 1.  | 20. март 2011.   | Индијан Велс, САД    | Тврда   | Гзавје Малис | Роџер Федерер Станислас Вавринка | 6:4, 6:7(5:7), [10:7] |
| Финалиста | 1.  | 11. јануар 2015. | Бризбејн, Аустралија | Тврда   | Кеј Нишикори | Џејми Мари Џон Пирс              | 3:6, 6:7(4:7)         |

## Остала финала

### Тимска такмичења: 1 (0:1)
| Исход     | Бр. | Датум           | Турнир           | Подлога   | Партнерка       | Противници                 | Резултат | Извор |
| --------- | --- | --------------- | ---------------- | --------- | --------------- | -------------------------- | -------- | ----- |
| Финалиста | 1.  | 9. јануар 2016. | Перт, Аустралија | Тврда (д) | Елина Свитолина | Дарја Гаврилова Ник Кириос | 0:2      | [ 9 ] |

### Егзибициони турнири: 1 (0:1)
| Исход     | Бр. | Датум            | Турнир              | Подлога | Противник         | Резултат           | Извор  |
| --------- | --- | ---------------- | ------------------- | ------- | ----------------- | ------------------ | ------ |
| Финалиста | 1.  | 16. јануар 2015. | Мелбурн, Аустралија | Тврда   | Фернандо Вердаско | 6:7(3:7) (предаја) | [ 10 ] |